# Јулка Хлапец Ђорђевић
Јулка Хлапец Ђорђевић (1882 — 1969) била је српска књижевница, феминисткиња, критичарка, активисткиња, филозофкиња, преводитељка.
У међуратном периоду уз Ксенију Атанасијевић, са којом је имала врло развијен и близак професионални однос и која је редовно писала о њеним књигама, представља једну од најзаначајнијих ауторки и активисткиња. Предано и вредно је радила, објављујући књиге и чланке, сарађујући са бројним међународним и домаћим организацијама. Објављивала је радове у најзначајнијим часописима тог времена, како феминистичким и онима намењеним женама, тако и у књижевним листовима главног тока. Због тога се њено име налази и у библиографијама Српског књижевног гласника и Летописа Матице српске, али и Женског покрета и листа Живот и рад, као и многих других листова различитог профила.
Пишући тридесетих година, захваљујући познавању страних језика, ванредном образовању и животу у иностранству, свесна сложености феминистичке проблематике и упозната са најсавременијим идејама у тој области, Јулка Хлапец Ђорђевић и сама изграђује и развија сложен идејни систем. Индивидуализам и конструкција женског идентитета, инсистирање на посебности сваке жене и плуралистичко схватање женске природе, идеје о модерном браку и интелектуализацији сексуалности, као и транспозиција теоријског мишљења у књижевни текст, чине идејна и проблемска чворишта њене мисли и обезбеђују јој искорак из њеног времена и позицију једне од најзначајнијих жена у историји српске књижевности и културе, али чије целокупно дело, нажалост, још увек није довољно проучено.

## Живот
Јулка Хлапец Ђорђевић, врхунска интелектуалка и једна од најобразованијих жена прве половине 20. века, рођена је у Старом Бечеју, а скоро читав живот провела је у иностранству, највише у Бечу и у Чешкој. У Бечу је докторирала 1906. године, са свега 24 године. Говорила је енглески, немачки, француски, мађарски и чешки.
О приватном животу Јулке Хлапец Ђорђевић нема много података, а поред информација о школовању, познато је да се удала за чешког официра Здењка Хлапеца, да је имала две ћерке и да је након удаје живела у Чешкој. Стицајем оваквих околности била је упућена на чешку културу и књижевност, те је учествовала у одржавању и неговању чешко-југословенских односа, преводила са чешког и на чешки и објављивала критичке радове о чешкој литератури. Посебно је очит изостанак података о њеном животу везаних за период након Другог светског рата. Након изузетне јавне активности током тридесетих година 20. века, по завршетку Другог светског рата, Јулка Хлапец Ђорђевић престаје да објављује радове, а једини податак који је тренутно познат јесте њена година смрти. Није познато чиме се бавила последње четири деценије свог живота, а с обзиром на степен посвећености и ангажмана у међуратном периоду, овакав изостанак и ћутање једне од најобразованијих жена у српској историји оставља свако истраживање у недоумици и чуђењу. Такође, није позната судбина ни њене заоставштине, те се ни та врста истраживања не може обавити.

## Рад и дело
Феминистичка мисао Јулке Хлапец Ђорђевић формирала се у првој половини 20. века једним делом са упориштем у европској, а другим у српској култури, а њене идеје су биле комплементарне европском мишљењу, у дослуху са њим и део њега. Примењујући европске идеје, Јулка Хлапец Ђорђевић је желела да делује у култури која је умногоме другачије историјско-политичке судбине од водећих европских друштава. Због тога су њени ставови и текстови морали деловати бескомпромисно и строго, а она је међу првима теоријски и научно утемељено говорила о темама какве су положај жене у друштву и право на рад, јавно деловање жене кроз историју, контрола рађања, сексуалност и еротика или женска телесност. Контекст њене теоријске делатности у европским оквирима био би први талас феминизма, док у контексту српског феминизма она заједно са Јелицом Беловић Бернаджиковском, Владиславом Полит и Ксенијом Атанасијевић припада другој генерацији феминисткиња — оној генерацији која је иза себе имала пионирска настојања Драге Дејановић и идеолошку подлогу Светозара Марковића. Прва генерација феминисткиња у Србији била је повезана са револуционарним национализмом средине 19. века и захтевала право на рад, образовање, излазак из приватног и јавно деловање жена, а припаднице друге генерације, којим припада Јулка Хлапец Ђорђевић, овим захтевима придружују захтев за корениту промену породичних и друштвених односа, размишљања о односу феминизма према национализму, интернационализму и пацифизму, о женским политичким правима и слободама, о браку и сексуалној етици.
Деловање Јулке Хлапец Ђорђевић доминантно је обележено феминистичким идејама, које је формулисала подједнако и у белетристици и у есејистици и у критици. С обзиром на знање језика и међународно искуство и контакте, била је веома добро упозната са дешавањима у Европи и предано је пратила формирање и развој феминистичких организација, као и идејно раслојавање феминистичког покрета. Јулка Хлапец Ђорђевић је пажљиво пратила делатност домаћих, али и страних женских друштава и организација, а посебно је заинтересована за активности интернационалних женских организација Birth control и Open door international, чија је била активна чланица. Феминистичке организације почетком 20. века све су присутније, шире своју делатност и баве се практичним проблемима и питањима која се тичу свакодневног живота жена. На другој страни, развија се феминистичка теорија која продире у различите друштвене дисциплине од социологије, преко психологије и филозофије, па све до различитих грана уметности, где у конкретним делима долази до њихове уметничке одбраде. Јулка Хлапец Ђорђевић пажљиво анализира ове две по много чему различите манифестације феминизма, идеологију и покрет, па је феминизам, и као теорија и као пракса, предмет њених есеја. Поводом текстова Јулке Хлапец Ђорђевић антрополошкиња Светлана Слапшaк закључује да представљају „промишљену и величанствену грађевину некога ко је пре свега био аналитичар“, а да је њен феминизам „интердисциплинарни подухват хуманистике“. Управо ова интердисциплинарност и хуманистички приступ обезбеђују ширину тема и увида у њеним текстовима.
Све своје књиге Јулка Хлапец Ђорђевић објавила је током једне деценије. У периоду од свега седам година прикупила је и публиковала већину чланака до тада расутих у периодици и тиме их учинила доступнијим и сачувала од заборава. Груписањем текстова у књиге које су организоване као тематске целине допринела је систематичном и пажљивом изграђивању компактног и чврстог система идеја. Због тога можемо говорити о три облика испољавања феминизма Јулке Хлапец Ђорђевић: феминизам у теоријско-есејистичким радовима, феминизам у критици и феминизам у књижевности. Теоријски дискурс доминира у есејима Судбина жене. Криза сексуалне етике (1930) и у књизи Студије и есеји о феминизму (1935). У теоријским промишљањима одбијајући полно, биолошко разликовање, Јулка Хлапец Ђорђевић чврсто стоји на становишту индивидуализма. Оваквим ставовима она прави искорак ка ономе што ће бити централно питање другог таласа европског феминизма, који ће првим феминисткињама замерати управо настојање да се у оквирима већ постојећих подела и друштвених начела, обезбеде бољи услови за женскост. Њено инсистирање на индивидуализму приближава је, такође, ономе што ће неколико деценија касније Симон де Бовоар формулисати као постајање женом.
Феминистичко читање ауторка примењује у чланцима књижевне критике објављеним у књизи Студије и есеји о феминизму II (1937). У овим критичким текстовима Јулке Хлапец Ђорђевић налазе се елементи онога што ће бити препознато као феминистичка критика, која је политична и полемичка у својој основи. Она истражује полне разлике приказане у књижевности, жену као јунакињу у књижевности, као и функционисање феминистичке идеологије у књижевном тексту на различитим нивоима.
У својим прозним књигама Јулка Хлапец Ђорђевић, такође, имплементира феминистичке идеје, и то доминантно и експлицитно у роману Једно дописивање (1932, 2004) и спорадично у књизи поетске прозе и путописа Осећања и опажања (1935). Сиже, заплет и јунакињу свог романа Једно дописивање Јулка Хлапец Ђорђевић изграђује у складу са сопственим теоријским идејама. Љубавни заплет гради тако да њиме преиспитује форму традиционалног брака и залаже се за нову љубавну и сексуалну етику, а главну јунакињу гради као тип нове, модерне, образоване, самосвесне жене. Поред феминистичко идејне основе на којој почива, роман Једно дописивање и са књижевно-естетског становишта представља изузетно значајан текст и тиме се придружује, као незаобилазна карика, продукцији романа међуратног периода.

## Цитат
У свом роману Једно дописивање, Јулка Хлапец Ђорђевић пише о нужном осећању спутаности које су жене у првој половини 20. века осећале и које је чинило да већина њих буде дубоко несрећна:
| „ | Изгледа да је за сада једној интелектуално развијеној и свог човечанског достојанства свесној жени врло тешко доћи до друштвене равнотеже, а камоли среће. Спутана обавезама и предрасудама, стиснута у калупе, готове за испијене мученице или нацифране лутке, њихова силна индивидуалност наилази свуда на препреке и неразумевање. Вида Адела Милчиновић, др Ксенија Атанасијевић, др Исидора Секулић... | ” |

Ово прецизно скицирање женске спутаности и неприлагођености оних које су изражене индивидуалисткиње, може се узети као релевантно и тачно запажање за већину жена које су деловале у јавној сфери почетком прошлог века и настојале да се наметну у делатностима које нису перципиране као женски простор.